# Saut-du-Saumon-Orthogneis
Der Saut-du-Saumon-Orthogneis ist ein aus einem ehemaligen Granit des Oberkambriums hervorgegangener Orthogneis in der Thiviers-Payzac-Einheit des nordwestlichen Massif Central (Frankreich).

## Bezeichnung
Der Saut-du-Saumon-Orthogneis wurde nach seiner Typlokalität, dem Saut-du-Saumon – einer Geländestufe der Schlucht Gorges du Saillant im Tal der Vézère –  bezeichnet.

## Geographie

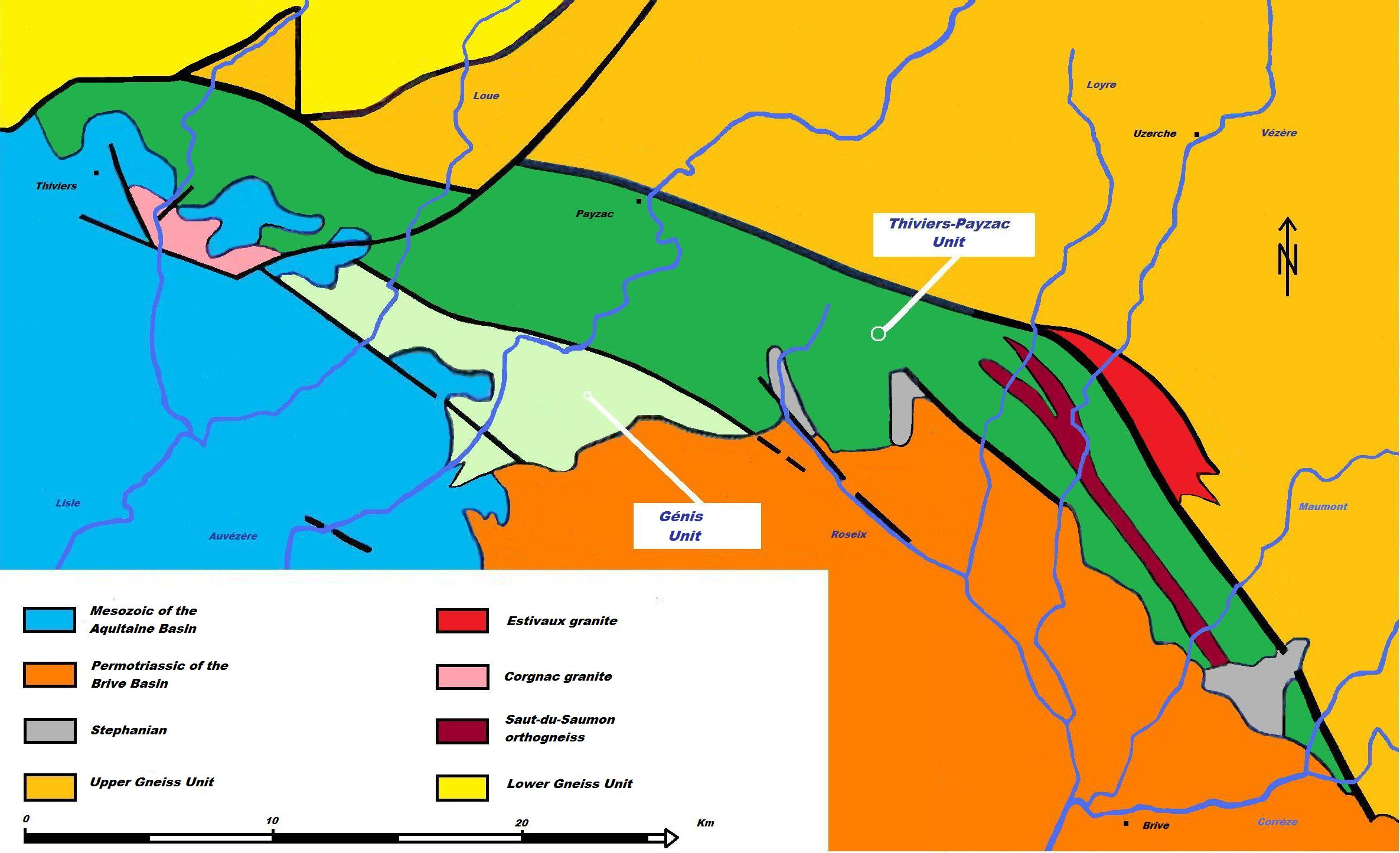
Geologische Übersichtskarte zur Situierung der Thiviers-Payzac-Einheit (in grün). Der Saut-du Saumon-Orthogneis befindet sich Mitte rechts (in dunkelrot) im Südast der Thiviers-Payzac-Einheit. Weiter ostwärts steht der Estivaux-Granit an.

Der präkinematische Saut-du Saumon-Orthogneis ist ein tintenfischartiger, 15 Kilometer langer und nur 0,5 bis 1 Kilometer breiter, Nordwest-Südost-streichender Gesteinskörper, dessen langgezogener Schwanz bei Donzenac im Süden beginnt, und dessen 5 bis 7 Tentakel in der Umgebung von Orgnac-sur-Vézère in der Nähe der Loyre enden. In seinem Innern führt er langgezogene Septen und Bänder aus Thiviers-Sandstein im Dekameterbereich, welche zur Foliation parallel verlaufen. Sein Südostende verschwindet unterhalb des Briver Beckens (Becken von Les Saulières), wo er von oberkarbonischen Sedimenten verdeckt wird, jedoch geophysikalisch noch 1,5 Kilometer in Streichrichtung weiter verfolgt werden kann.

## Petrologie
Der Saut-du-Saumon-Orthogneis besitzt porphyroklastische Alkalifeldspataugen im Subzentimeterbereich (ist also ein Augengneis). Nur am nordwestlichen Ende der Tentakel bei Orgnac lassen sich noch relativ undeformierte Apophysen mit dem ursprünglichen, hier nur kataklastisch beanspruchten Granit erkennen. Dass der Orthogneis aus Granit hervorging bestätigen kontinuierliche Faziesübergänge. Gelegentlich sind auch Aplite und Mikrogranite mit dem Orthogneiss assoziiert, so bei Orgnac, Les Trois Villages und Donzenac.

### Mineralogie
Der graublaue, gleichkörnige, leicht porphyrische Orthogneis zeigt folgenden mineralogischen Aufbau:
- als porphyroklastische, teils recht grobkörnige Augen fungieren Mikroklin und untergeordnet Plagioklas
- die feinkörnige Matrix besteht aus Quarz, Feldspäten und Glimmern.

Der Mikroklin ist subautomorph, von würfelförmiger Gestalt und meist perthitisch. Er bildet monokristalline Porphyroklasten, die oft an parallelen Brüchen linksseitig zerschert sind. Größere Einzelkristalle werden oft von kleineren Körnern bekrönt und interne Bruchstellen von neugebildetem Quarz verheilt. Der vorwiegend als Matrixmineral auftretende Plagioklas (An21-30) ist ebenfalls subautomorph und oft zoniert. Als Porphyroklast findet er sich in Mandeln, die entweder parallel oder schräg zur Foliation angeordnet sein können. Meist stärker zerbrochen als Mikroklin wird auch er von Subkörnern ummantelt. Außerdem wird er von subautomorphem Muskovit und Epidot bedeckt. Der Quarz unterstreicht die Foliation und tritt als abgeplattete Bänder auf. In letzteren bilden gleichkörnige Quarzkristalle eine Puzzle-Anordnung. Oft finden sich als Zwickelfüller auch millimetergroße Quarzrelikte. Der subautomorphe, rotbraune Biotit hat sich bevorzugt parallel zu sigmoiden Scherbändern ausgerichtet. Stromlinienförmiger Biotit zeigt Verwachsungen mit Muskovit. Relikthafter Biotit kann von Rutil übersät sein. Akzessorien sind Muskovit, Zirkon, Apatit und Opakminerale. Chlorit erscheint in rechtsseitig verschiebenden sbc-Scherbändern und ist somit eine Spätbildung (Umwandlung von Biotit).

### Chemische Zusammensetzung
| Oxid Gew. % | Saut-du-Saumon-Orthogneis Orgnac | Saut-du-Saumon-Orthogneis | Estivaux-Granit | Corgnac-Granit |
| ----------- | -------------------------------- | ------------------------- | --------------- | -------------- |
| SiO2        | 71,60                            | 70,00                     | 71,00           | 68,00          |
| TiO2        | 0,44                             | 0,47                      | 0,25            | 0,54           |
| Al2O3       | 13,50                            | 14,10                     | 15,30           | 14,45          |
| Fe2O3       | 0,27                             | 0,10                      | 0,55            | 4,21 tot       |
| FeO         | 3,10                             | 3,70                      | 1,20            |                |
| MnO         | 0,05                             | 0,06                      | 0,03            | 0,06           |
| MgO         | 0,90                             | 1,10                      | 0,85            | 1,17           |
| CaO         | 1,65                             | 1,70                      | 1,40            | 1,51           |
| Na2O        | 3,50                             | 3,80                      | 4,70            | 3,77           |
| K2O         | 3,65                             | 4,10                      | 4,20            | 3,01           |
| P2O5        | 0,20                             | 0,21                      | 0,09            |                |
| H2O−        | 0,30                             | 0,05                      | 0,10            |                |
| H2O+        | 0,40                             | 0,80                      | 0,65            |                |

Der Saut-du-Saumon-Orthogneiss hat die chemische Zusammensetzung eines kalkalkalischen, monzonitischen Granits. Er unterscheidet sich nur geringfügig von den anderen Graniten der Thiviers-Payzac-Einheit – er besitzt einen höheren CaO- und  P2O5- sowie einen geringeren Al2O3-Gehalt.

## Verformung

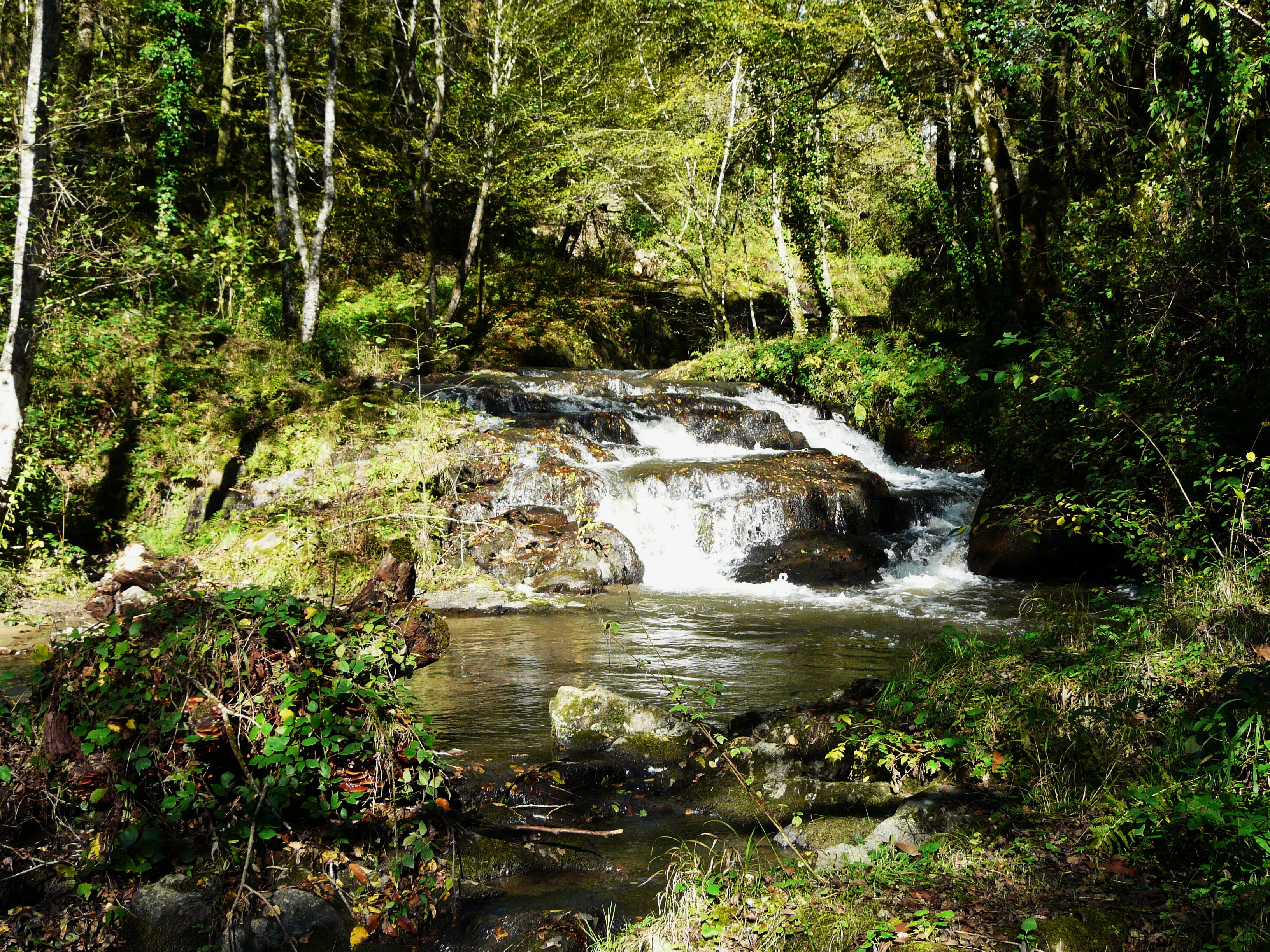
In Kaskaden durchschneidet der Clan den Saut-du-Saumon-Orthogneis östlich unterhalb von Les Trois Villages, Gemeinde Allassac.

Der Orthogneis entstammt ursprünglich einem porphyrischen Granitoiden, der nach erfolgter Kristallisation im Oberkambrium plastisch deformiert wurde. Unverformte Bereiche sind nicht zu erkennen. Der gesamte Gesteinskörper wird von einer vertikalen, NW-SO-streichenden Foliation intensiv durchdrungen. Er zeigt überdies horizontal ausgerichtete, ebenfalls NW-SO-streichende Lineare, das Gestein kann daher als S-L-Tektonit bezeichnet werden. An seinen Rändern zu den Nachbargesteinen (Thiviers-Sandstein und Donzenac-Schiefer) bildet er Mylonite und Ultramylonite mit linksseitigem Schersinn. In seinem Innern überlagern sich sowohl dextraler und sinistraler Schersinn auf nicht-koaxiale Weise.
Die tektonische Beanspruchung des Gesteins zeigt sich an undulös auslöschendem Quarz, an seiner Unterkornbildung und an zerfransten, gezackten Korngrenzen, die eine bedeutende Rekristallisation zu erkennen geben. Als Scherkriterien dienen asymmetrische Quarz-Druckschatten, Druckschatten um Mikroklin und generell Scherbänder. Aufgrund der Überlagerung der beiden Schersysteme innerhalb des Orthogneises lässt sich der Schersinn jedoch nicht immer eindeutig festlegen. Dies wird auch an den Quarz-c-Achsen deutlich, welche eine symmetrische Verteilung an den Tag legen.

## Alter
Das ursprüngliche Intrusivalter des Saut-du-Saumon-Orthogneises wurde bisher als Mittleres Ordovizium angegeben (470 bis 460 Millionen Jahre – Akadische Phase). Jérémie Melleton und Kollegen (2010) konnten jedoch inzwischen ein mit der U/Pb-Methode an Zirkonen bestimmtes höheres Alter von 501 ± 5 Millionen Jahren festlegen. Dies entspricht der Wende vom Mittleren zum Oberen Kambrium (Paibium). Gleichzeitig fand sich noch eine ältere ererbte Zirkonpopulation, die ein Alter des Cryogeniums von 776 ± 16 Millionen Jahre erbrachte. Der oberkambrische Granit hatte folglich wesentlich  älteres Krustenmaterial inkorporiert.
Der vom Orthogneis intrudierte Thiviers-Sandstein konnte von denselben Autoren mit 564 ± 9 Millionen Jahren datiert werden und reicht somit ins ausgehende Ediacarium zurück. Der Thiviers-Sandstein kann noch weitaus ältere ererbte Zirkonalter vorweisen, so beispielsweise aus dem Tonium (871 ± 14 und 894 ± 18 Millionen Jahre), aus dem Orosirium (2035 ± 28 Millionen Jahre) und sogar aus dem Paläoarchaikum (3284 ± 64 Millionen Jahre). Er bezeugt somit das sehr hohe Alter dieses Krustenabschnittes.
Die mylonitischen Bewegungen im Orthogneis erfolgten laut Bernard-Griffiths und Kollegen (1977) an der Wende Devon/Karbon vor 361 Millionen Jahren.